# طوفان تندری (فیلم)
طوفان تندری (انگلیسی: Thunderstorm) فیلمی بریتانیایی در سبک درام به کارگردانی جان گیلرمین است که در سال ۱۹۵۶ منتشر شد.